# Nico Minardos
Nico Minardos (Athene, 15 februari 1930 - Woodland Hills (Los Angeles), 27 augustus 2011) is een Amerikaans acteur van Griekse afkomst.
Hij speelde veelal gastrollen in televisieseries als Maverick, The Twilight Zone, Alias Smith & Jones, Ironside en The A-Team.
Tevens speelde hij bijrollen in enkele films, waaronder The Ten Commandments, Cannon for Cordoba (met George Peppard in de hoofdrol), Assault on Agathon en It Happened in Athens.
Minardos was twee keer gehuwd. Hij was van 1951 tot 1956 getrouwd met Deborah Jean Smith (soms foutief Deborah Ann Montgomery genoemd), die later zou gaan trouwen met Hollywood-ster Tyrone Power. Minardos trouwde in 1966 met Julia Minardos; ze waren tot zijn dood getrouwd. Begin jaren 50 had Minardos een korte affaire met Marilyn Monroe.

## Trivia
- Op 28 september 1966 was Minardos betrokken bij een kano-ongeluk in Peru, waarbij acteur Eric Fleming om het leven kwam. Ze waren opnames aan het maken voor een televisiefilm.

## Filmografie
- Monkey Business (1952) - Knappe man bij zwembad (Niet op aftiteling)
- The Glory Brigade (1953) - Griekse soldaat (Niet op aftiteling)
- Jump Into Hell (1955) - Bewaker (Niet op aftiteling)
- Desert Sands (1955) - Gerard
- The Ten Commandments (1956) - Man bij rechtbank (Niet op aftiteling)
- The 20th Century-Fox Hour Televisieserie - Pinelli (Afl., Men Against Speed, 1956)
- Soldiers of Fortune Televisieserie - Soldaat Jureau (Afl., Attack at Ras El Ma, 1957)
- Istanbul (1957) - Ali
- Broken Arrow Televisieserie - Nachise (Afl., Fathers and Sons, 1957)
- Under Fire (1957) - Soldaat Tartolia (Niet op aftiteling)
- Ghost Driver (1957) - Manco Capao
- The Court of Last Resort Televisieserie - Alex Zaccho (Afl., The George Zaccho Case, 1957)
- Wagon Train Televisieserie - Black Cloud (Afl., The Charles Avery Story, 1957)
- Have Gun - Will Travel Televisieserie - Gino (Afl., The High Graders, 1958)
- M Squad Televisieserie - Henry Edom (Afl., Blue Indigo, 1958)
- Have Gun - Will Travel Televisieserie - Pablo (Afl., Silver Convoy, 1958)
- Whirlybirds Televisieserie - John Frederick (Afl., If I Were King, 1958)
- Maverick Televisieserie - Enrico (Afl., The Judas Mask, 1958)
- The Gale Storm Show Televisieserie - Ramon (Afl., An Old Chinese Custom, 1959)
- General Electic Theater Televisieserie - Padre Rubio (Afl., Beyond the Mountains, 1959)
- Holiday for Lovers (1959) - Carlos Barrosco
- 77 Sunset Strip Televisieserie - Paul Descartes (Afl., Sing Something Simple, 1959)
- The DuPont Show with June Allyson Televisieserie - Raoul (Afl., Love Is a Headache, 1959)
- Five Fingers Televisieserie - Carlos (Afl., The Assassin, 1959)
- Adventures in Paradise Televisieserie - Sebastian (Afl., Walk Through the Night, 1960)
- Philip Marlowe Televisieserie - Tony (Afl., Time to Kill, 1960)
- Sugarfoot Televisieserie - Fernando (Afl., Fernando, 1960)
- Twelve Hours to Kill (1960) - Martin Filones
- The Ann Sothern Show Televisieserie - Rol onbekend (Afl., The Roman Hatter, 1960)
- Riverboat Televisieserie - Sebastian (Afl., The Two Faces of Grey Holden, 1960)
- Route 66 Televisieserie - Jean Boussard (Afl., A Lance of Straw, 1960)
- The Case of the Dangerous Robin Televisieserie - Rol onbekend (Afl., The Golden Jade Chop, 1960)
- Lock Up Televisieserie - Alexis George (Afl., The Case of Alexis George, 1960)
- King of Diamonds Televisieserie - Harry Ochoa (Afl., Edge of Panic, 1961)
- The Rebel Televisieserie - Commandante (Afl., The Liberators, 1961)
- The Tab Hunter Show Televisieserie - Pietro (Afl., Girl Overboard, 1961)
- Hawaiian Eye Televisieserie - Victor Soriano (Afl., Year of Grace, 1962)
- 87th Precinct Televisieserie - Frank Kyros (Afl., Killer's Choice, 1962)
- Frontier Circus Televisieserie - De Grote Roberto (Afl., Calamity Circus, 1962)
- Surfside 6 Televisieserie - Prins Karan (Afl., The Money Game, 1962)
- Samar (1962) - De Guzman
- The Twilight Zone Televisieserie - Dokter (Afl., The Gift, 1962)
- 77 Sunset Strip Televisieserie - Lorenzo Ferrante (Afl., The Lovely American, 1962)
- It Happened in Athens (1962) - Lt. Alexi Vinardos
- Naked City Televisieserie - Moktir (Afl., The Virtues of Madame Douvay, 1962)
- The Dick Powell Show Televisieserie - Parole Officer (Afl., The Judge, 1963)
- Redigo Televisieserie - Luis Guardino (Afl., Prince Among Men, 1963)
- The Farmer's Daughter Televisieserie - Rol onbekend (Afl., An Affair of State, 1963)
- Channing Televisieserie - Mateo (Afl., Memory of a Firing Squad, 1964)
- The Rogues Televisieserie - Spiro Deleanos (Afl., The Laughing Lady of Luxor, 1965)
- Perry Mason Televisieserie - Giangiacomo (Afl., The Case of the Sad Sicilian, 1965)
- Burke's Law Televisieserie - Pepe Delgado (Afl., Nightmare in the Sun, 1965)
- Ben Casey Televisieserie - Dr. Luis Campos (Afl., The Man from Quasilia, 1965)
- Branded Televisieserie - Kolyan (Afl., Romany Roundup: Part 1 & 2, 1965)
- Bob Hope Presents the Chrysler Theatre Televisieserie - Enrico Ybarra y Ybarra (Afl., One Embezzlement and Two Margaritas, 1966)
- Mission: Impossbile Televisieserie - Andre Malif (Afl., Odds on Evil, 1966)
- The Big Valley Televisieserie - Paulino Ariata (Afl., The Martyr, 1966)
- Run for Your Life Televisieserie - Bob (Afl., Who's Che Guevara?, 1967)
- Hondo Televisieserie - Ponco Coloradas (Afl., Hondo and the Savage, 1967)
- The Flying Nun Televisieserie - Luis Armejo (Afl., Tonio's Mother, 1968)
- Day of the Evil Gun (1968) - Jose Luis Gomez de la Tierra y Cordoba DeLeon
- The F.B.I. Televisieserie - Elias (Afl., The Predators, 1968)
- Daring Game (1968) - Ricardo Balboa
- The Outcasts Televisieserie - Luitenant (Afl., The Understanding, 1968)
- It Takes a Thief Televisieserie - Rol onbekend (Afl., The Baranoff Time Table, 1969)
- The Name of the Game Televisieserie - Nikos (Afl., The Tradition, 1970)
- The Mod Squad Televisieserie - Rol onbekend (Afl., The Exile, 1970)
- The Challengers (Televisiefilm, 1970) - Paco Ortega
- Cannon for Cordoba (1970) - Peter
- The Immortal Televisieserie - Simon Brent (Afl., The Queen's Gambit, 1970)
- Mission: Impossible Televisieserie - Carlos Empori (Afl., Squeeze Play, 1970)
- Alias Smith and Jones Televisieserie - El Clavo (Afl., Journey from San Juan, 1971)
- Sarge (Televisiefilm, 1971) - Nico
- River of Mystery (Televisiefilm, 1971) - El Alacron
- O'Hara, U.S. Treasury Televisieserie - Rol onbekend (Afl., Operation: Heroin, 1971)
- Ironside Televisieserie - Kapitein Emilio Mercado (Afl., Escape, 1971)
- Alias Smith and Jones Televisieserie - Alcalde (Afl., Miracle at Santa Marta, 1971)
- Marcus Welby, M.D. Televisieserie - Rol onbekend (Afl., All the Pretty People, 1972)
- Ironside Televisieserie - Ken Griffin (Afl., A Man Named Arno, 1972)
- Medical Center Televisieserie - Rubio (Afl., No Way Out, 1972)
- Cool Million Televisieserie - Mano Kavalaris (Afl., The Abduction of Baynard Barnes, 1972)
- Jigsaw Televisieserie - Rol onbekend (Afl., Kiss the Dream Goodbye, 1973)
- Barnaby Jones Televisieserie - Raul Felipe (Afl., The Loose Connection, 1973)
- Assault on Agathon (1975) - Cabot Cain
- The Hardy Boys/Nancy Drew Mysteries Televisieserie - Paco (Afl., Nancy Drew's Love Match, 1977)
- The Greatest American Hero Televisieserie - Koning Abu Al-Fahad (Afl., Wizards and Warlocks, 1983)
- The A-Team Televisieserie - Rashaad (Afl., One More Time, 1983)
- Simon & Simon Televisieserie - Mr. Davos (Afl., Mrs. Simon & Mrs. Simon, 1986)

- Biblioteca Nacional de España: XX1579671
- International Standard Name Identifier: 0000 0000 6098 8373
- Library of Congress Control Number: no2014071913
- Virtual International Authority File: 87302601
- WorldCat: E39PBJkT8qCByRBT9QdT6HVQv3